# Chuyện cũ Trái Đất
Chuyện cũ Trái Đất (tiếng Trung: 地球往事; bính âm: Dìqiú Wǎngshì; nghĩa đen 'Chuyện cũ Trái Đất') là một bộ gồm ba quyển tiểu thuyết khoa học viễn tưởng của nhà văn Trung Quốc Lưu Từ Hân, nhưng độc giả thường gọi tên bộ này bằng tên của quyển tiểu thuyết đầu tiên trong bộ, Tam Thể (tiếng Trung: 三体; bính âm: Sān Tǐ; nghĩa đen 'Tam Thể').

## Các quyển trong bộ

### Bộ ba
Những cuốn sách trong bộ ba Chuyện cũ Trái Đất bao gồm:
- Tam Thể (三体), Năm 2006; Bản dịch tiếng Việt của Lục Hương do  Nhã Nam xuất bản vào ngày 10 tháng 05 năm 2019.[3] Còn được gọi bằng tiếng Trung là "三 体 I"
- Khu rừng đen tối (黑暗森林,Hán-Việt: Hắc ám sâm lâm), Năm 2008; Bản dịch tiếng Việt của Lục Hương do  Nhã Nam xuất bản vào ngày 09 tháng 04 năm 2019.  Còn được gọi bằng tiếng Trung là "三 体 II"
- Tử thần sống mãi (死神永生, Hán Việt: Tử thần vĩnh sinh), Tháng 11 năm 2010; Bản dịch tiếng Việt của Lục Hương do  Nhã Nam xuất bản vào ngày 04 tháng 05 năm 2021.[4] Còn được gọi bằng tiếng Trung là "三 体 III"
- Thời gian chuộc lỗi (观想之宙), ban đầu được đăng lên một diễn đàn internet dưới dạng tiểu thuyết của người hâm mộ vào năm 2010 bởi Li Jun viết là Baoshu, sau đó được xuất bản bởi Chongqing Press, nhà xuất bản bộ ba phim gốc, với sự cho phép của Cixin Liu vào năm 2011, với tên gọi Three-Body X: Aeon of Chiêm ngưỡng (tiếng Trung: 三体X·观想之宙; bính âm: Sān Tǐ X · Guān Xiǎng Zhī Zhòu). Nó đã được Ken Liu dịch sang tiếng Anh cho Tor Books và xuất bản vào ngày 16 tháng 7 năm 2019 với tên gọi Sự cứu chuộc của thời gian.

## Các khái niệm khoa học viễn tưởng

### Hạt trí tuệ
Hạt trí tuệ là các proton mười một chiều được tạo ra bằng máy gia tốc hạt của người Tam Thể. Được đặt vào chiều không gian thứ 2, chúng được nhúng vào mạch điện để tạo ra một siêu máy tính và khi nhìn trong không gian 3 chiều thường có kích thước của một proton. Tuy nhiên, chúng có thể chuyển đổi kích thước trong không gian 3 chiều. Chúng có thể ghi lại  những hình ảnh trực quan. Do đó, chúng còn được sử dụng như là một thiết bị giám sát, truyền tải thông tin mà chúng thu thập được. Mục đích chính của người Tam Thể trong việc chế tạo ra các Hạt trí tuệ là quấy nhiễu các máy gia tốc hạt của Trái đất, làm sai lệch các kết quả thực nghiệm, ngăn chặn sự tiến bộ của khoa học loài người. Vì chúng có thể di chuyển trong không gian ba chiều với tốc độ ánh sáng, chỉ cần một Hạt trí tuệ duy nhất là có thể phá vỡ các hoạt động của máy gia tốc hạt của trái.

### Giọt nước
Các tàu thăm dò không gian của người Tam Thể với phần vỏ được chế tạo bằng vật liệu chịu lực tương tác mạnh.  Vật liệu này cứng hơn bất cứ vật chất nào trong hệ mặt trời. Do đó, con người không thể phá huỷ nó bằng bất kỳ vũ khí nào. Hệ thống đẩy của nó có khả năng di chuyển theo bất kỳ hướng nào trong không gian 3 chiều. Sự di chuyển của nó không hề bị ảnh hưởng bởi quán tính, chúng có thể thực hiện những cú ngoặt đột ngột. Phương pháp tấn công của nó chính của chúng là đập xuyên qua các vật thể.

### Lực đẩy cong
Lực đẩy cong có thể minh hoạ bằng cách gắn miếng xà phòng gắn một chiếc thuyền giấy trên mặt nước, xà phòng làm giảm lực căng của nước ở đầu của nó và sự chênh lệch sức căng của nước sẽ đẩy thuyền chuyển về phía trước. Nhưng nếu di chuyển qua các con đường mòn trước đó sẽ làm thuyền chậm lại do sức căng mặt giảm. Kỹ thuật vận chuyển theo đường cong (Lực đẩy cong) là một phương pháp giúp cho các tàu không gian di chuyển với tốc độ của ánh sáng. Nhưng một khi con tàu di chuyển với tốc độ ánh sáng sẽ để lại các đường mòn không-thời gian, mà ở đó ánh sáng sẽ có tốc độ rất thấp.

### Ngủ đông
Nhân loại vào thời kỳ Khu rừng đen tối đã phát triển công nghệ ngủ đông có khả năng duy trì cuộc sống con người hàng trăm năm. Ban đầu, sự phát triển này được cho là mang lại sự bất bình đẳng cho xã hội vì nó chỉ giúp được cho người giàu có thể vượt thời gian tiến đến thời đại có công nghệ tiên tiến hơn. Tuy nhiên, với sự xuất hiện của cuộc xâm lược của người Tam Thể, nó trở thành một công nghệ gần như không có giá trị vì  người ta thà chết trong một thế giới không bị xâm lược hơn là chọn lựa ngủ đông để tiến đến ngày tận thế. Do đó, chỉ các nhà nghiên cứu và một số người có giá trị cao mới được chọn để ngủ đông phục vụ cho cuộc chiến trong tương lai.

### Xã hội học vũ trụ
Đây là một hệ thống Lý thuyết nghiên cứu về sự tồn tại và quan hệ giữa các nền văn minh trong vũ trụ. Lý thuyết này lần đầu tiên được đề xuất bởi Diệp Thanh Khiết  trong cuộc trò chuyện với La Tập. Diệp Thanh Khiết đưa ra hai tiên đề của xã hội học vũ trụ: "Thứ nhất: Sinh tồn là nhu cầu cơ bản của nền văn minh; Thứ hai: Các Nền văn minh liên tục phát triển và mở rộng, nhưng tổng vật chất trong vũ trụ vẫn không đổi. "  Sau khi trở thành Người diện bích, La Tập sử dụng tiên đề do Diệp Thanh Khiết đề xuất để phát minh ra lý thuyết rừng tối của vũ trụ và ý tưởng răn đe rừng tối để ngăn chặn cuộc xâm lược của người Tam Thể.

## Chuyển thể
Tam Thể (tiếng Trung: 三体) là một bộ phim khoa học viễn tưởng 3D của Trung Quốc đã đang thực hiện thì bị hoãn , được chuyển thể từ bộ truyện Tam Thể  của Lưu Từ Hân, đạo diễn bởi Fanfan Zhang, với sự tham gia của Phùng Thiệu Phong và Trương Tịnh Sơ.
Bộ phim dài tập dựa trên bộ ba này đã được Netflix đặt hàng, với David Benioff, DB Weiss và Alexander Woo sẽ viết kịch bản và điều hành sản xuất.

## Ảnh hưởng
Tờ New Yorker đã mô tả bộ truyện là một phép ẩn dụ cho mối quan hệ Trung Quốc - Hoa Kỳ. Tuy nhiên, Lưu Từ Hân đã phủ nhận so sánh này. Ông tuyên bố: "Toàn cảnh của câu chuyện là  thoát khỏi thế giới thực!" 

## Tham Khảo
1. ↑  Liu, Cixin (ngày 7 tháng 5 năm 2014). "The Worst of All Possible Universes and the Best of All Possible Earths: Three Body and Chinese Science Fiction". Tor.com. Bản gốc lưu trữ ngày 8 tháng 5 năm 2014. Truy cập ngày 8 tháng 5 năm 2014.
2. ↑  "Three-Body Introduction". Bản gốc lưu trữ ngày 3 tháng 3 năm 2015.
3. ↑  Liu, Ken. "Three Body". Bản gốc lưu trữ ngày 30 tháng 3 năm 2019. Truy cập ngày 5 tháng 9 năm 2019.
4. ↑  Liu, Cixin. "Death's End". Google Play. Macmillan. Truy cập ngày 5 tháng 9 năm 2019.
5. ↑  Liu, Cixin (2019). The Dark Forest. Martinsen, Joel biên dịch. New York: Tor Books. tr. 13. ISBN 978-0-7653-8669-4.
6. ↑  Liu, Cixin (2019). The Dark Forest. Martinsen, Joel biên dịch. New York: Tor Books. tr. 479–512. ISBN 978-0-7653-8669-4.
7. ↑  "三体 的海报". movie.douban.com (bằng tiếng Trung). douban.com. Truy cập ngày 10 tháng 6 năm 2015.
8. ↑  "三体 (2017)". movie.douban.com (bằng tiếng Trung). douban.com. Truy cập ngày 24 tháng 6 năm 2016.
9. ↑  "三体 (2017)". movie.mtime.com (bằng tiếng Trung). Mtime.com Inc. Bản gốc lưu trữ ngày 7 tháng 2 năm 2019. Truy cập ngày 24 tháng 6 năm 2016.
10. ↑  CaixinOnline (ngày 23 tháng 6 năm 2016). "Premiere of Film based on Acclaimed Sci-fi Novel 'The Three-Body Problem' Pushed Back until 2017". english.entgroup.cn. Bản gốc lưu trữ ngày 17 tháng 4 năm 2019. Truy cập ngày 24 tháng 6 năm 2015.
11. ↑  Otterson, Joe (ngày 1 tháng 9 năm 2020). "'Three-Body Problem' Series From David Benioff, D.B. Weiss, Alexander Woo Set at Netflix". Variety.
12. ↑  "Liu Cixin's War of the Worlds". The New Yorker. Truy cập ngày 23 tháng 3 năm 2025.